# Pseudosepharia
Pseudosepharia es un género de insecto coleóptero de la familia Chrysomelidae.

## Especies
Las especies de este género son:
- Pseudosepharia nigriceps Jiang, 1990
- Pseudosepharia pallinottata Jiang, 1992
- Pseudosepharia rufulus Jiang, 1992